# Șincai
Șincai é uma comuna romena localizada no distrito de Mureș, na região histórica da Transilvânia. A comuna possui uma área de 33.80 km² e sua população era de 1601 habitantes segundo o censo de 2007.